# Selenia aestiva
Selenia aestiva är en fjärilsart som beskrevs av Otto Staudinger 1871. Selenia aestiva ingår i släktet Selenia och familjen mätare. Inga underarter finns listade.